# Lilla Kroksjön, Närke
Lilla Kroksjön är en sjö i Askersunds kommun i Närke och ingår i Motala ströms huvudavrinningsområde. Sjöns area är 0,032 kvadratkilometer och den är belägen 127 meter över havet.